# Comté de Ralls
Le comté de Ralls, en anglais : Ralls County, est un comté du Missouri aux États-Unis. Le siège du comté se situe à New London. Le comté date de 1820 et il fut nommé en hommage au législateur du Missouri Daniel Ralls.  Au recensement de 2000, la population était constituée de 9 626 individus. 

## Géographie
Selon le bureau du recensement des États-Unis, le comté totalise une surface 1 253 km² dont 33 km² d’eau. 

### Comtés voisins
- Comté de Marion (Missouri)  (nord)
- Comté de Pike (Illinois)  (nord-est)
- Comté de Pike (Missouri)  (sud-est)
- Comté d'Audrain  (sud)
- Comté de Monroe (Missouri)  (ouest)

### Routes principales
- U.S. Route 24
- U.S. Route 36
- U.S. Route 54
- U.S. Route 61
- Missouri Route 19
- Missouri Route 79
- Missouri Route 154

## Démographie
Selon le recensement de 2000, sur les 9 626 habitants, on retrouvait 3 736 ménages et 2 783 familles dans le comté. La densité de population était de 8 habitants par km² et la densité d’habitations (4 564 au total)  était de 4 habitations par km². La population était composée de 97,93 % de blancs, de 1,11 % d’afro-américains, de 0,2 % d’amérindiens et de 0,08 % d’asiatiques.
34 % des ménages avaient des enfants de moins de 18 ans, 64,2 % étaient des couples mariés. 25,2 % de la population avait moins de 18 ans, 7,1 % entre 18 et 24 ans, 26,9 % entre 25 et 44 ans, 26,5 % entre 45 et 64 ans et 14,2 % au-dessus de 65 ans. L’âge moyen était de 39 ans. La proportion de femmes était de 100 pour 100,9 hommes.
Le revenu moyen d’un ménage était de 37 094 dollars.

## Villes et cités
| - Center - Hannibal | - Monroe City - New London | - Perry - Rensselaer | - Saverton | - Vandalia |